# مارت (تكساس)
مارت، تكساس (بالإنجليزية: Mart)‏ هي مدينة أمريكية تقع في ولاية تكساس.تبلغ مساحة هذه المدينة 3.5 (كم²)،ويبلغ عدد سكانها 2273 نسمة حسب إحصاء سنة 2010 م. تشير إحصاءات سنة 2000م بأن الكثافة السكانية في هذه المدينة تقدر بـ(653.3) نسمة/كم2.

## التركيبة السكانية
حدّد مكتب تعداد الولايات المتحدة بيانات التركيبة السكانية لمارت في تعداد الولايات المتحدة. في ما يلي، التركيبة السكانية حسب تعدادي 2000 و2010.

### تعداد عام 2000
بلغ عدد سكان مارت 2,273 نسمة بحسب تعداد عام 2000، وبلغ عدد الأسر 832 أسرة وعدد العائلات 551 عائلة مقيمة في المدينة. في حين سجلت الكثافة السكانية 668.5 نسمة لكل كيلومتر مربع (1,731.4/ميل2). وبلغ عدد الوحدات السكنية 934 وحدة بمتوسط كثافة قدره 274.7 لكل كيلومتر مربع (711.5/ميل2).
وتوزع التركيب العرقي للمدينة بنسبة 68.28% من البيض و27.54% من الأمريكيين الأفارقة و0.48% من الأمريكيين الأصليين و0.04% من الأمريكيين ذوي الأصول الآسيوية و2.46% من الأعراق الأخرى و1.19% من عرقين مختلطين أو أكثر و5.81% من الهسبانيون أو اللاتينيون من أي عرق.
بلغ عدد الأسر 832 أسرة كانت نسبة 34.6% منها لديها أطفال تحت سن الثامنة عشر تعيش معهم، وبلغت نسبة الأزواج القاطنين مع بعضهم البعض 45.8% من أصل المجموع الكلي للأسر، ونسبة 17.3% من الأسر كان لديها معيلات من الإناث دون وجود شريك، بينما كانت نسبة 3.1% من الأسر لديها معيلون من الذكور دون وجود شريكة وكانت نسبة 33.8% من غير العائلات. تألفت نسبة 31.9% من أصل جميع الأسر من عدة أفراد يعيشون في نفس المنزل ونسبة 18.5% كانت تتألف من شخص يعيش بمفرده يبلغ من العمر 65 عاماً أو أكثر. وبلغ متوسط حجم الأسرة المعيشية 2.53، أما متوسط حجم العائلات فبلغ 3.21.
بلغ العمر الوسطي للسكان 35.8 عاماً. وكانت نسبة 27.5% من القاطنين تحت سن الثامنة عشر، وكانت نسبة 6.6% بين الثامنة عشر والرابعة والعشرين عاماً، ونسبة 22.7% كانت واقعةً في الفئة العمرية ما بين الخامسة والعشرين والرابعة والأربعين عاماً، ونسبة 18.3% كانت ما بين الخامسة والأربعين والرابعة والستين، ونسبة 17.6% كانت ضمن فئة الخامسة والستين عاماً فما فوق. يوجد لكل 100 أنثى 79.1 ذكر، ويوجد لكل 100 أنثى في الثامنة عشر من عمرها فما فوق 76.7 ذكر.
بلغ متوسط دخل الأسرة في المدينة 26,603 دولارًا، أما متوسط دخل العائلة فبلغ 33,203 دولارًا. وكان متوسط دخل الذكور 26,750 دولارًا مقابل 19,784 دولارًا للإناث. وسجل دخل الفرد الخاص بالمدينة 12,721 دولارًا. وكانت نسبة 15.9% من العائلات ونسبة 20.8% من السكان تحت خط الفقر، وكان من هؤلاء نسبة 34.6% تحت سن الثامنة عشر ونسبة 7.7% في الخامسة والستين من العمر وما فوق.

## معرض صور

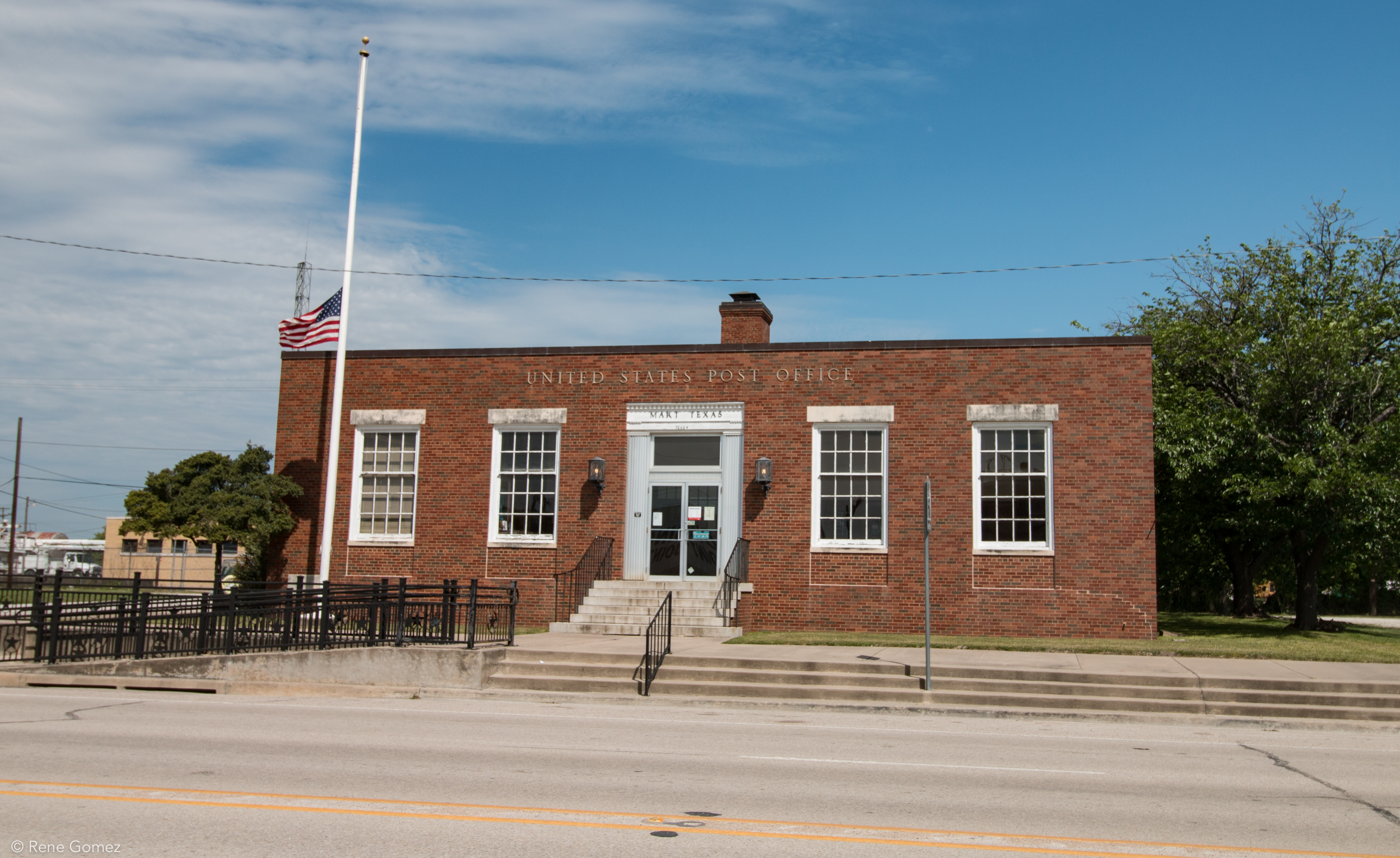
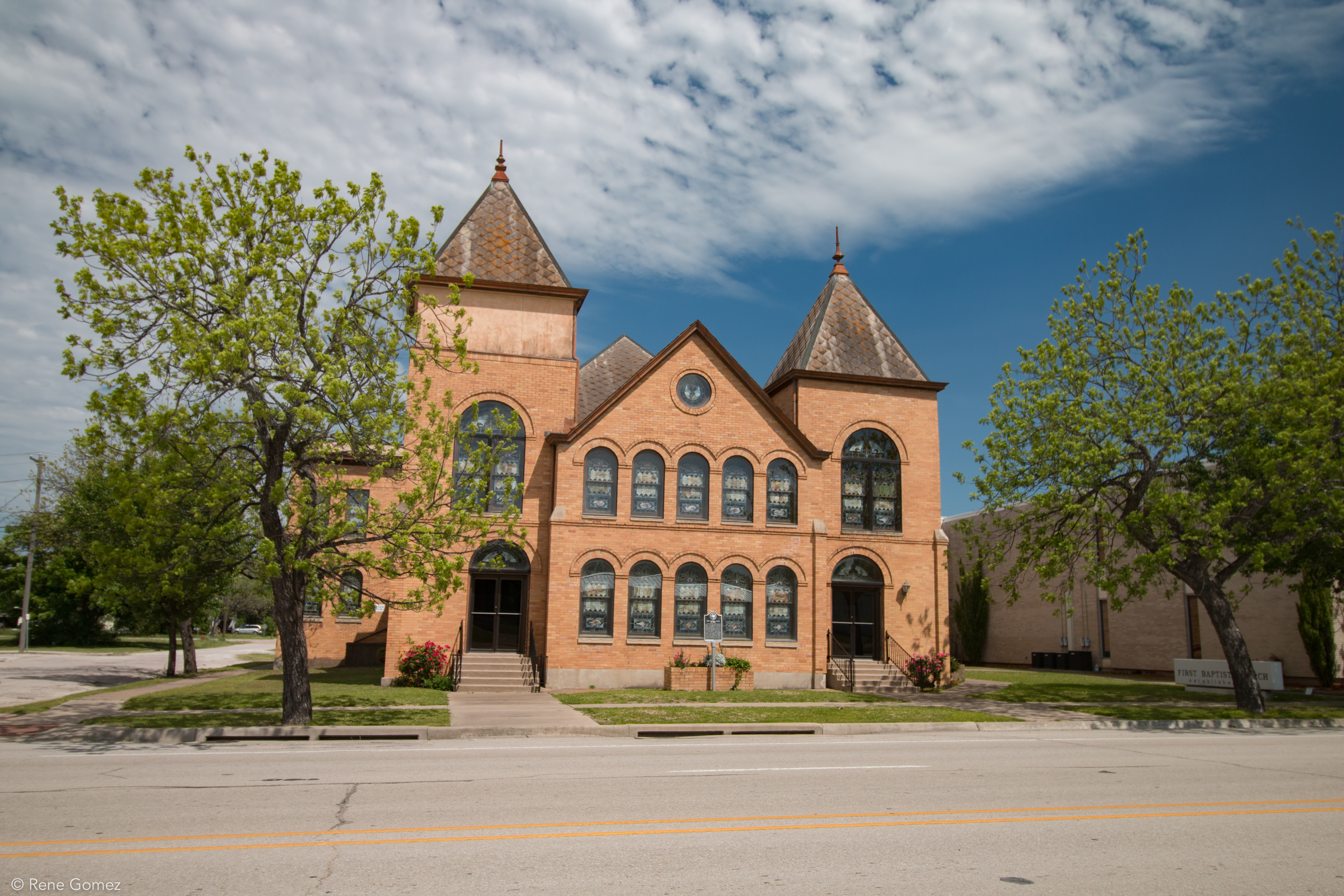
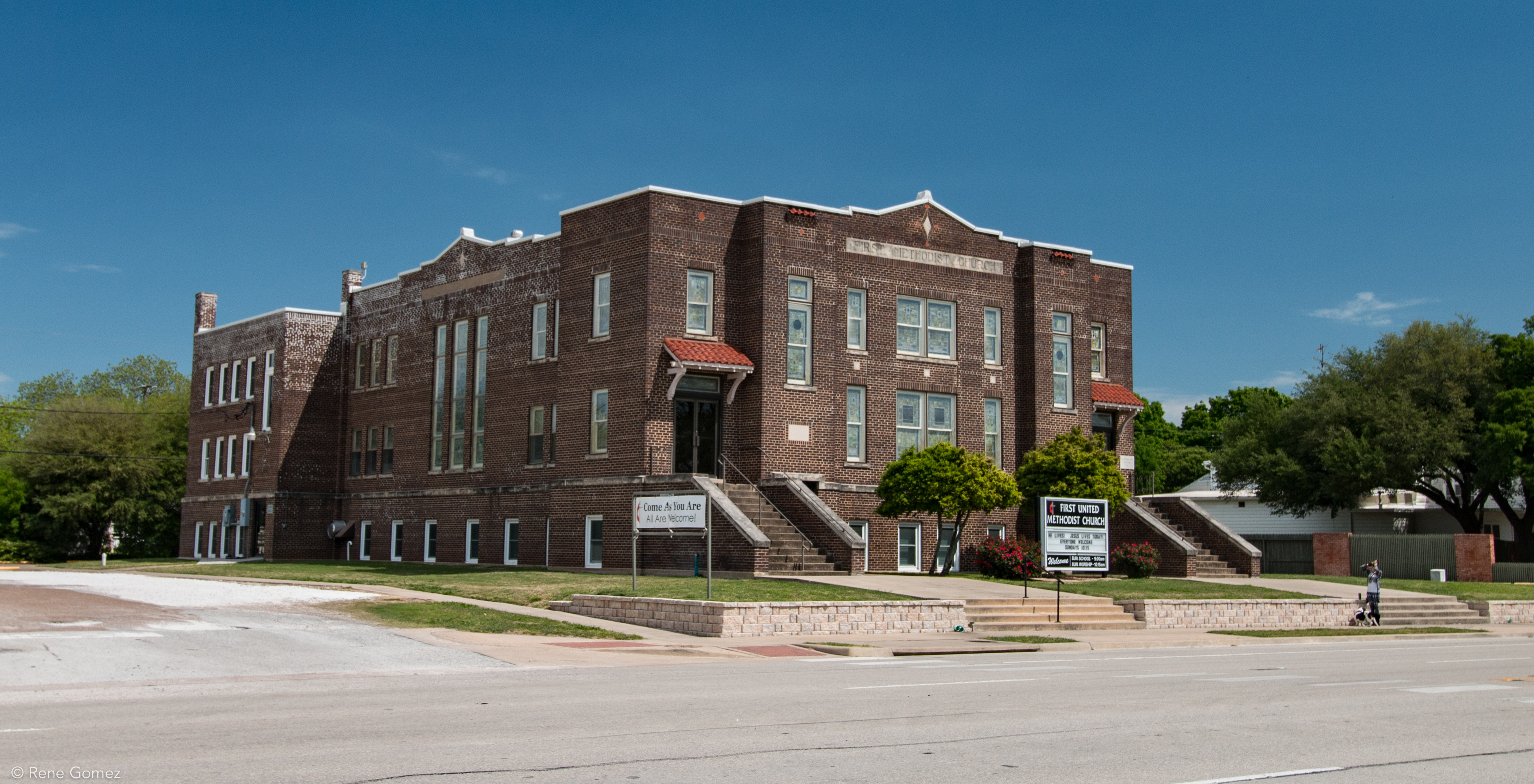
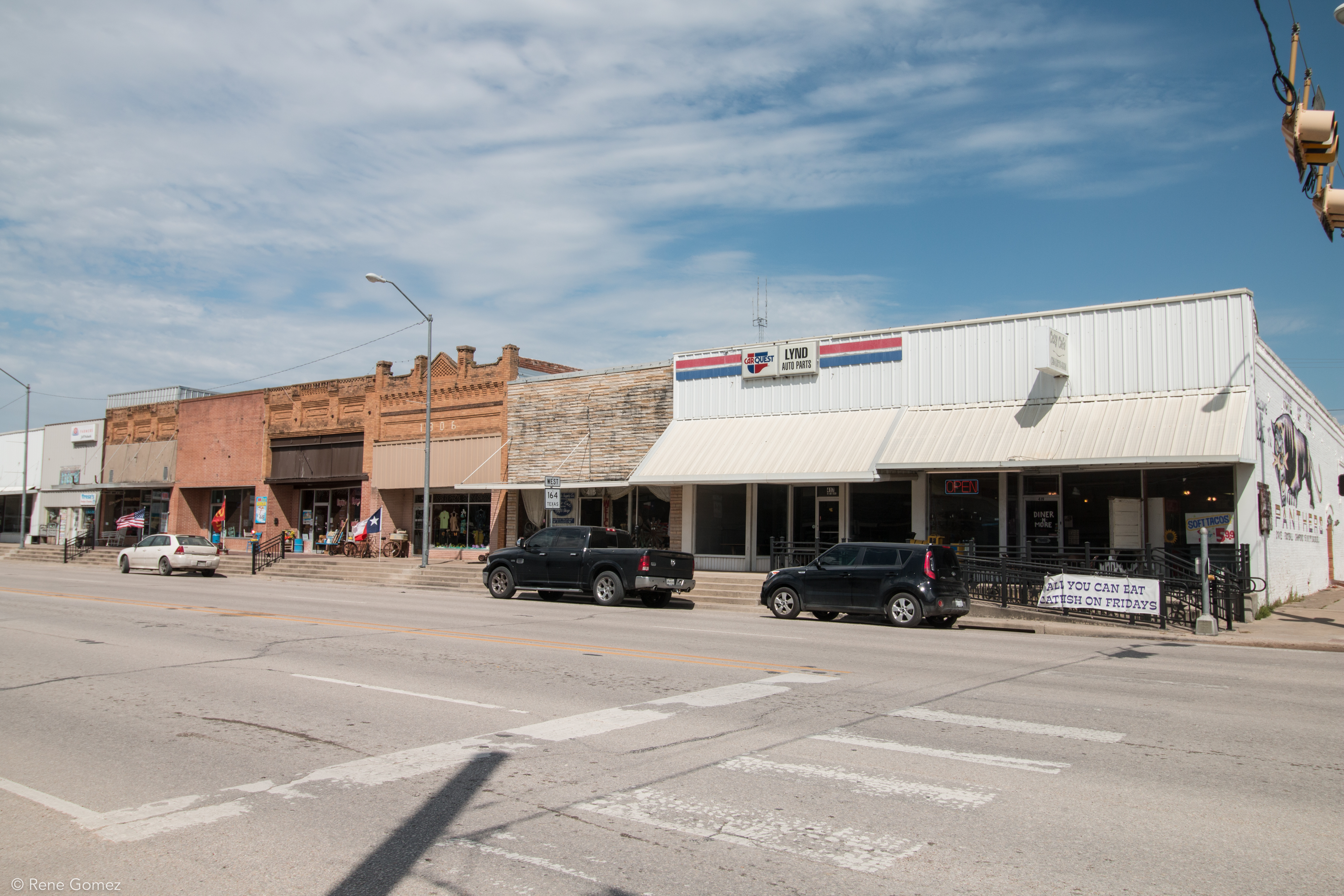
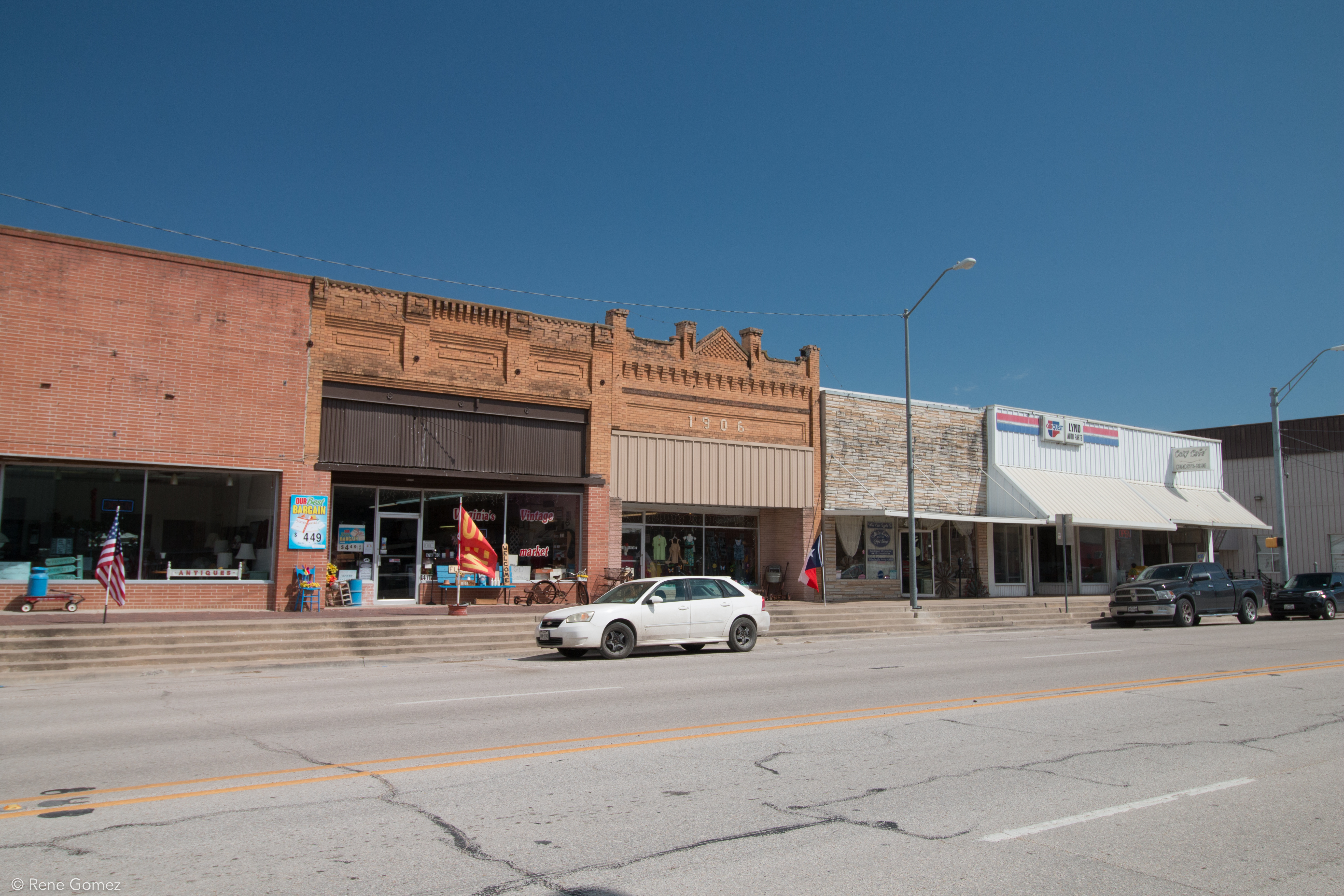
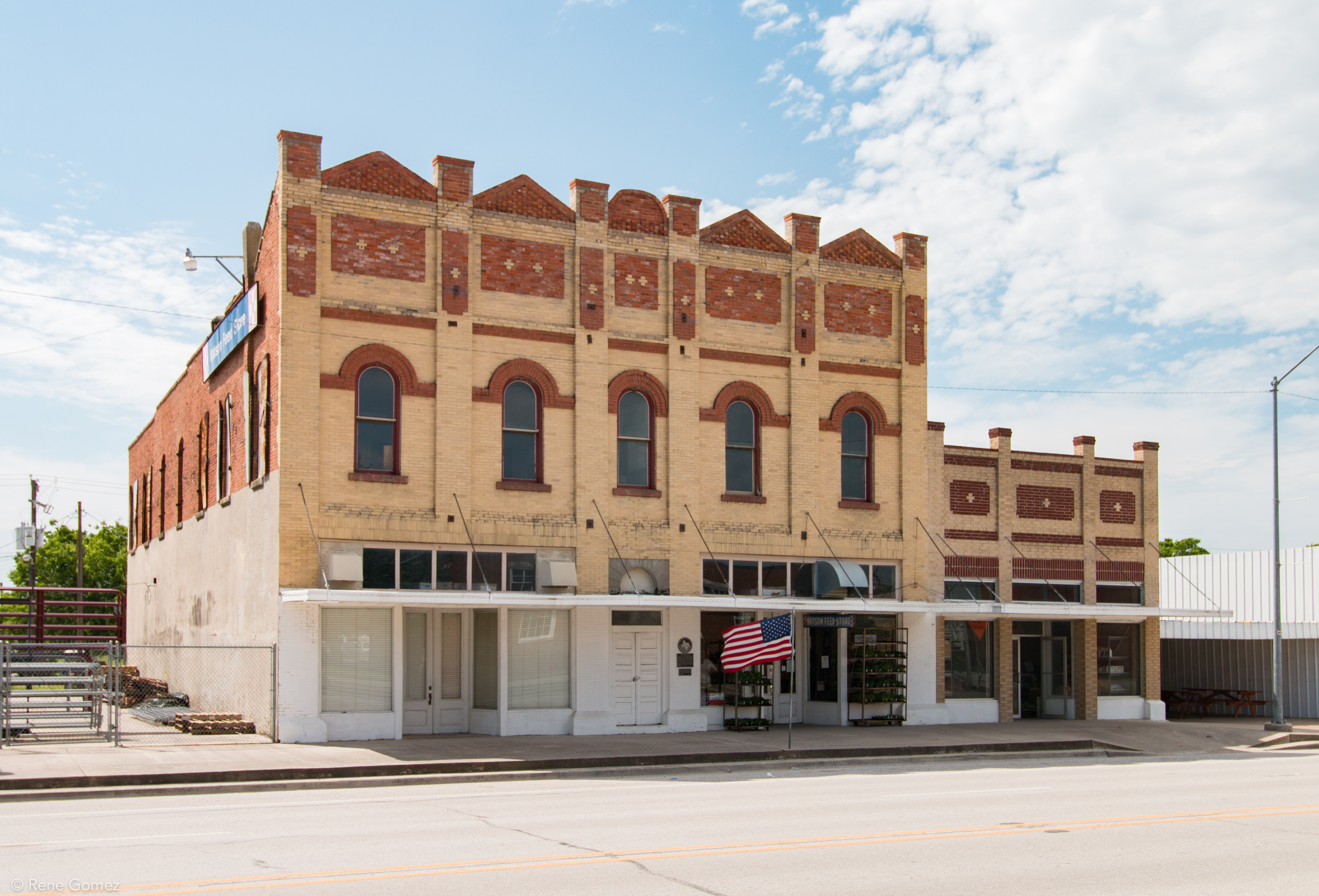

### تعداد عام 2010
بلغ عدد سكان مارت 2,209 نسمة بحسب تعداد عام 2010، وبلغ عدد الأسر 721 أسرة وعدد العائلات 470 عائلة مقيمة في المدينة. في حين سجلت الكثافة السكانية 649.7 نسمة لكل كيلومتر مربع (1,682.7/ميل2). وبلغ عدد الوحدات السكنية 899 وحدة بمتوسط كثافة قدره 264.4 لكل كيلومتر مربع (684.8/ميل2).
وتوزع التركيب العرقي للمدينة بنسبة 64.64% من البيض و28.56% من الأمريكيين الأفارقة و0.86% من الأمريكيين الأصليين و0.27% من الأمريكيين ذوي الأصول الآسيوية و4.35% من الأعراق الأخرى و1.31% من عرقين مختلطين أو أكثر و12.77% من الهسبانيون أو اللاتينيون من أي عرق.
بلغ عدد الأسر 721 أسرة كانت نسبة 34.4% منها لديها أطفال تحت سن الثامنة عشر تعيش معهم، وبلغت نسبة الأزواج القاطنين مع بعضهم البعض 42.2% من أصل المجموع الكلي للأسر، ونسبة 18.2% من الأسر كان لديها معيلات من الإناث دون وجود شريك، بينما كانت نسبة 4.9% من الأسر لديها معيلون من الذكور دون وجود شريكة وكانت نسبة 34.8% من غير العائلات. تألفت نسبة 29.8% من أصل جميع الأسر من عدة أفراد يعيشون في نفس المنزل ونسبة 14% كانت تتألف من شخص يعيش بمفرده يبلغ من العمر 65 عاماً أو أكثر. وبلغ متوسط حجم الأسرة المعيشية 2.57، أما متوسط حجم العائلات فبلغ 3.18.
بلغ العمر الوسطي للسكان 31.0 عاماً. وكانت نسبة 34.7% من القاطنين تحت سن الثامنة عشر، وكانت نسبة 9% بين الثامنة عشر والرابعة والعشرين عاماً، ونسبة 20.8% كانت واقعةً في الفئة العمرية ما بين الخامسة والعشرين والرابعة والأربعين عاماً، ونسبة 21.2% كانت ما بين الخامسة والأربعين والرابعة والستين، ونسبة 14.4% كانت ضمن فئة الخامسة والستين عاماً فما فوق. وتوزع التركيب الجنسي للسكان بنسبة 54.4% ذكور و45.6% إناث.

## أعلام
- توني مايلز
- إدوارد دونال توماس
- فرانكي لي
- كولين روجرز
- جاك ليتل